# Gmina zbiorowa Elm-Asse
Gmina zbiorowa Elm-Asse (niem. Samtgemeinde Elm-Asse) – gmina zbiorowa położona w niemieckim kraju związkowym Dolna Saksonia, w powiecie Wolfenbüttel. Siedziba gminy zbiorowej znajduje się w mieście Schöppenstedt. Powstała 1 stycznia 2015 z połączenia gminy zbiorowej Asse z gminą zbiorową Schöppenstedt.

## Podział administracyjny
Do gminy zbiorowej Elm-Asse należy dwanaście gmin, w tym jedno miasto:
1. Dahlum
2. Denkte
3. Hedeper
4. Kissenbrück
5. Kneitlingen
6. Remlingen-Semmenstedt
7. Roklum
8. Schöppenstedt, miasto
9. Uehrde
10. Vahlberg
11. Winnigstedt
12. Wittmar